# 89ERSチアーズ

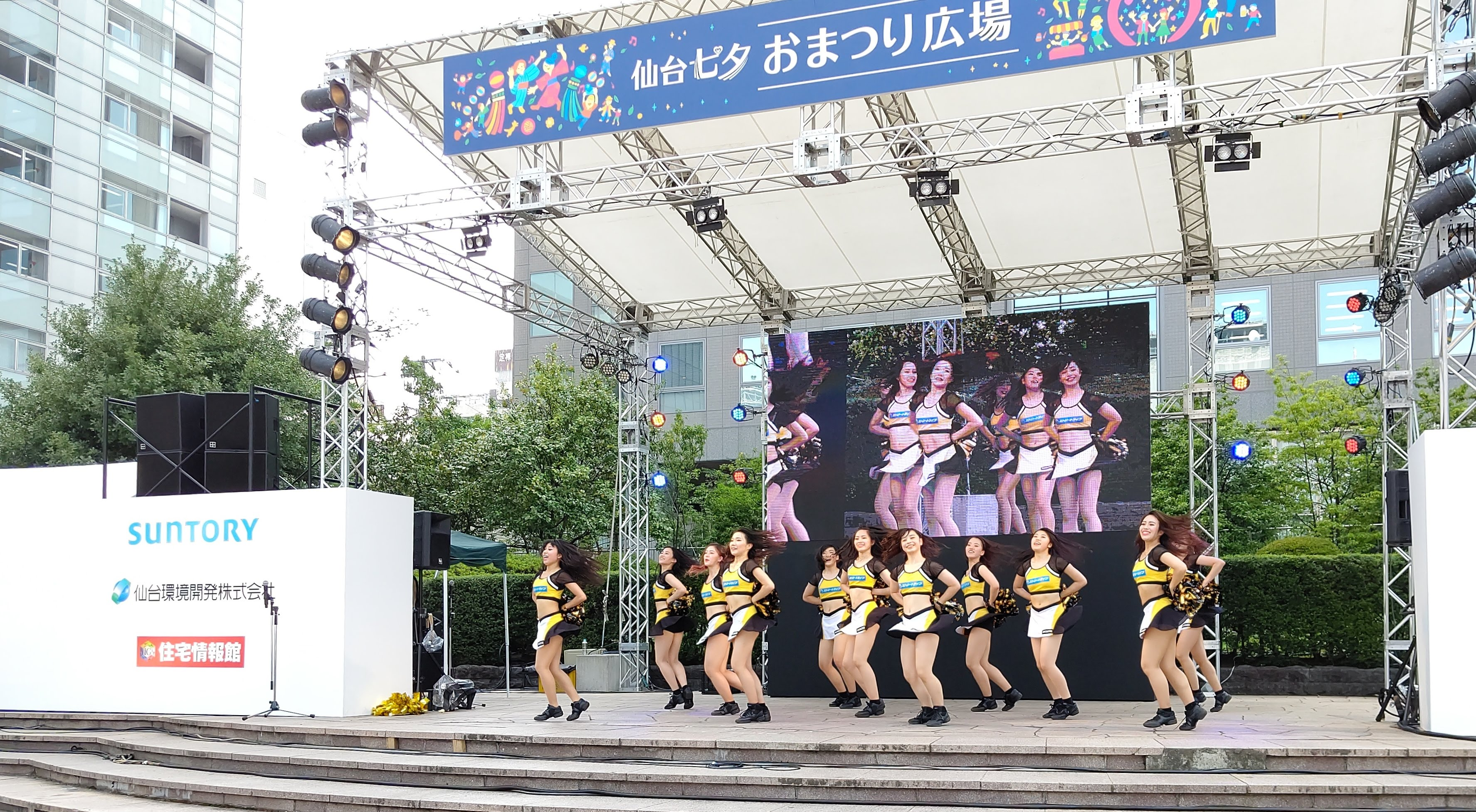
2019年8月7日「仙台七夕まつり」おまつり広場（勾当台公園市民広場）でのパフォーマンス

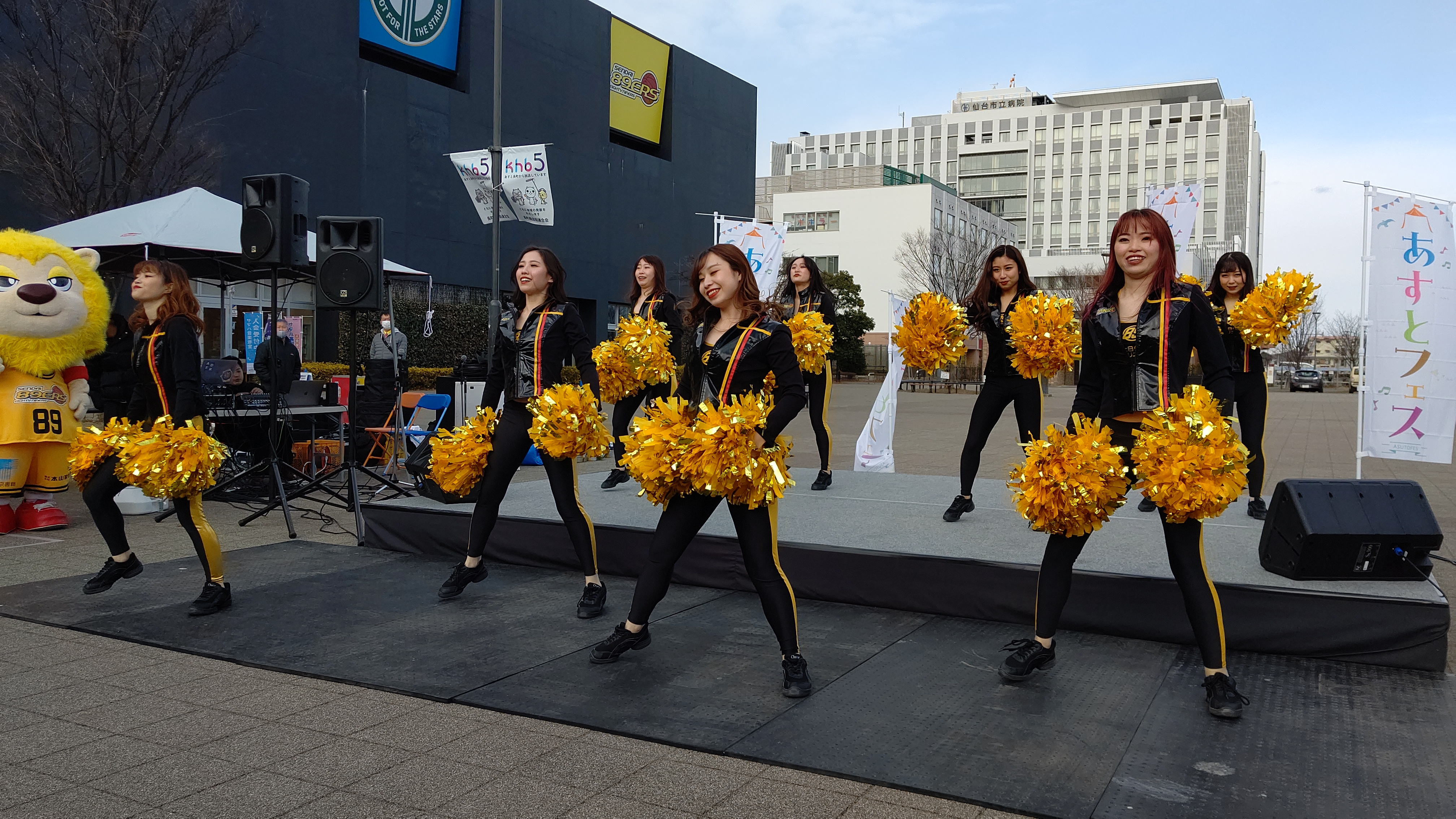
2023年2月4日「あすとぽかぽかフェス」(あすと長町杜の広場公園)でのパフォーマンス

89ERSチアーズ（89ERS Cheers; エイティナイナーズチアーズ）は、Bリーグに所属する仙台89ERSを応援するパフォーマンスチームである。2005年結成から2018-19シーズンまで、トップチームは仙台89ERS直属ではなく「東北チアエージェンシー&アカデミー」からの派遣であった。

## 概要
2021年10月現在、メンバーはトップチームとユースチーム(中高生年代)で構成され、ホームゲームでは主にトップチームがタイムアウトやクォーター間インターバル、ハーフタイムなどで様々なパフォーマンスを取り入れている。
(2018-19シーズンまではトップチームに相当する18歳以上の"GOLD"と"GOLD養成"、在仙他スポーツチームのチアを兼任する社会人中心の"BLACK"、中高生年代の"RED"、小学生の"マスコットメンバー"の5階層で構成されていた)
試合外ではマスコットメンバー養成のジュニアスクールでのレッスン講師も務め、チアダンスやチアリーディング以外にもヒップホップ、バトントワリング、アクロバットパフォーマンスなどの種目を選択できるのも特徴である。
ほか、仙台市内を中心に宮城県内各地でのイベントステージ参加や幼稚園・保育所・小中学校への訪問交流活動、仙台南警察署の交通安全運動式典や太白消防署の火災予防運動式典への参加も行っている。